# Lijst van burgemeesters van Eijsden
Dit is een lijst van burgemeesters van de voormalige Nederlandse gemeente Eijsden in de provincie Limburg. Op 1 januari 2011 werden Eijsden en Margraten samengevoegd tot de nieuwe gemeente Eijsden-Margraten.
| Ambtsperiode                       | Naam burgemeester                           | Partij of stroming | Bijzonderheden                                                  |
| ---------------------------------- | ------------------------------------------- | ------------------ | --------------------------------------------------------------- |
| 18?? - 1831                        | C.C.F.M.G. graaf de Geloes                  |                    |                                                                 |
| 1831 - 1836?                       | B. Troquaij                                 |                    |                                                                 |
| 1836 - 1842?                       | J.N. Lambert                                |                    |                                                                 |
| 1842 - 1845?                       | J. Debeij                                   |                    |                                                                 |
| 1845 - 1849                        | Th.C.D.M.C. graaf de Geloes                 |                    |                                                                 |
| 1849 - 1858?                       | P. Pinckaers                                |                    |                                                                 |
| 1858 - 1882                        | J. Janssen                                  |                    |                                                                 |
| 1883 - 1893                        | Jean Joseph Balthasar Dubois                |                    |                                                                 |
| 1893 - 1929                        | René Marie Anne Joseph Maur graaf de Geloes |                    |                                                                 |
| 1929 - 1937                        | C.E.G.A.H.M.G. baron de Loë                 |                    | jongste burgemeester van Nederland                              |
| juli 1937 - 1943                   | Mr. Wim (W.H.J.M.) Lambooij                 |                    |                                                                 |
| 1943 -1944                         | J.P.J.H.M. Brouwers                         |                    | eerder burgemeester van Noorbeek                                |
| 1944 - maart 1947                  | Mr. Wim (W.H.J.M.) Lambooij                 | KVP                |                                                                 |
| 1 mei 1947 - 30 april 1971         | Emile (H.J.L.E.) Duijsens                   |                    |                                                                 |
| juli 1970 - juli 1971              | Jef (H.J.R.) van Laar                       | KVP                | waarnemend; tevens burgemeester van Gronsveld en Cadier en Keer |
| juli 1971 - 31 december 1981       | Ber (Hubertus Jacobus Gerardus) Wijnands    | KVP/CDA            |                                                                 |
| 1982 - 1 oktober 1988              | Jan (Johanna Gerardus Toussaint) Bouwens    | CDA                |                                                                 |
| 1 december 1988 - 1 januari 2002   | Frans (F.H.C.) Cortenraad                   | CDA                | eerder burgemeester van Wijnandsrade en Hunsel                  |
| 15 januari 2002 - 15 december 2005 | Mr. Hans (H.W.) Schmidt                     | VVD                |                                                                 |
| 16 december 2005 - 1 juni 2006     | Karel (C.J.J.S.) Majoor                     | PvdA               | waarnemend                                                      |
| 1 juni 2006 - 31 december 2010     | Manon (M.H.E.) Pelzer                       | CDA                |                                                                 |